# Apollinariya Alexandrovna Yakubova
Apollinariya Alexandrovna Yakubova (họ chồng: Takhtareva; 7 tháng 10 năm 1869 — 1917) là một nhà cách mạng Marxist người Nga, một trong những thành viên sáng lập Liên đoàn đấu tranh vì sự giải phóng của giai cấp công nhân. Bên lề, bà được coi là mối tình đầu của lãnh tụ cộng sản Vladimir Ilyich Lenin.

## Tiểu sử
Yakubova sinh năm 1869 trong một gia đình linh mục tại tỉnh Vologda, Đế quốc Nga. Cha Yakubova, vốn là người phóng khoáng và yêu chiều con gái, gửi bà tới học trường cấp ba Mariinsky địa phương. Sau khi tốt nghiệp, vào mùa thu năm 1890, bà lên Sankt-Peterburg để nhập học Khoa Toán và Vật lý của Khóa Bestuzhev dành cho nữ sinh.

## Trích đoạn
Chị gái Lenin, Anna Ilyinichna Ulyanova, có nhắc trong hồi ký:
Nhớ lại, vào cái ngày em trai tôi [Vladimir Ilyich Lenin] được phóng thích, đồng chí Yakubova đã chạy vào phòng chúng tôi với mẹ tôi và hôn cậu ấy, dở khóc dở cười.
 Помню, как в день освобождения брата в нашу с матерью комнату прибежала и расцеловала его, смеясь и плача одновременно, т. Якубова.